# The Circle (Britse tv-serie)
The Circle, soms ook wel The Circle UK genoemd, is een Britse reality-tv-spelshow en de originele versie van de The Circle-franchise. Geproduceerd door Studio Lambert en Motion Content Group en uitgezonden op Channel 4, profileert de show zichzelf als een spel gebaseerd op sociale media, met het concept dat "iedereen iedereen kan zijn in The Circle". Gedurende de show wonen de deelnemers in hetzelfde appartementencomplex, maar mogen ze elkaar nooit ontmoeten. De show wordt verteld door Sophie Willan, terwijl de eerste en laatste aflevering van het eerste seizoen werden gepresenteerd door Maya Jama en Alice Levine (later vervangen door Emma Willis vanaf het tweede seizoen). De show is qua opzet vergeleken met Big Brother en Catfish, evenals met de aflevering "Nosedive" van Black Mirror, met het concept dat je anderen moet beoordelen.
Het eerste seizoen werd gewonnen door de 26-jarige internetkomiek Alex Hobern, die het spel speelde door te doen alsof hij een 25-jarige vrouw was, Kate, en daarbij foto's van zijn echte vriendin Millie gebruikte. Hobern won ook de "kijkerskampioen"-prijs voor nog eens £25.000, waarmee hij in totaal £75.000 verdiende. Het tweede seizoen werd gewonnen door Paddy Smyth, met Tim Wilson als winnaar van de "kijkerskampioen"-prijs. In juni 2020 werd The Circle verlengd voor een derde seizoen. Ook The Celebrity Circle werd aangekondigd. The Circle werd in mei 2021 geannuleerd. Studio Lambert zou echter in gesprek zijn met Netflix om de Britse versie van de serie op de streamingdienst te lanceren.